# Talaton
Talaton – wieś i civil parish w Anglii, w Devon, w dystrykcie East Devon. W 2011 civil parish liczyła 577 mieszkańców. Talaton jest wspomniana w Domesday Book (1086) jako Taletone/Taletona.